# 訃報 1996年11月
訃報 1996年11月（ふほう 1996ねん11がつ）では、1996年（平成8年）11月中に物故した、又は物故が報じられた人物についてまとめる。

## （1日 - 15日）

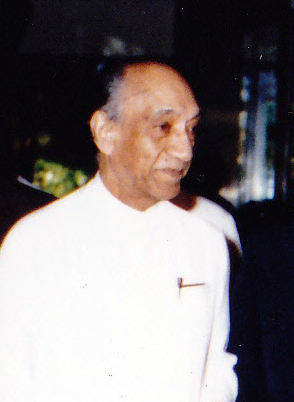
ジュニウス・リチャード・ジャヤワルダナ / 11月1日没

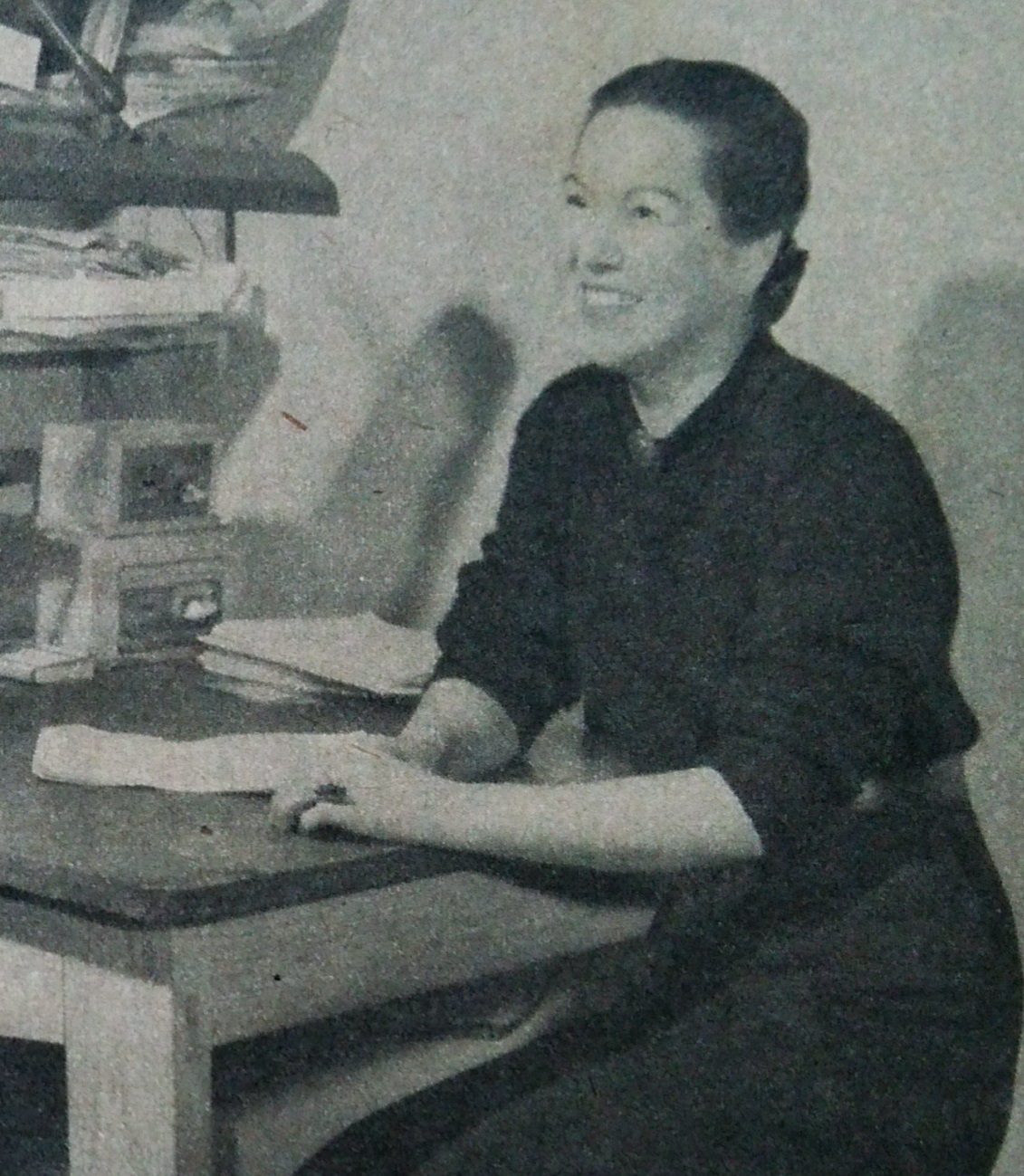
石垣綾子 / 11月12日没

- 11月1日 - ジュニウス・リチャード・ジャヤワルダナ、政治家・スリランカ第2代大統領（* 1906年）
- 11月3日 - 木村守江、政治家・第4代福島県知事（* 1900年）
- 11月3日 - ジャン＝ベデル・ボカサ、政治家・中央アフリカ大統領・初代皇帝（* 1921年）
- 11月5日 - 安田伸、コメディアン・「ハナ肇とクレージーキャッツ」メンバー（* 1932年）
- 11月7日 - 豊田行二、作家（* 1936年）
- 11月8日 - 朝田静夫、元運輸事務次官・日本航空社長（* 1911年）
- 11月9日 - 佐治守夫、心理学者（* 1924年）
- 11月12日 - 石垣綾子、評論家（* 1903年）

## （16日 - 30日）

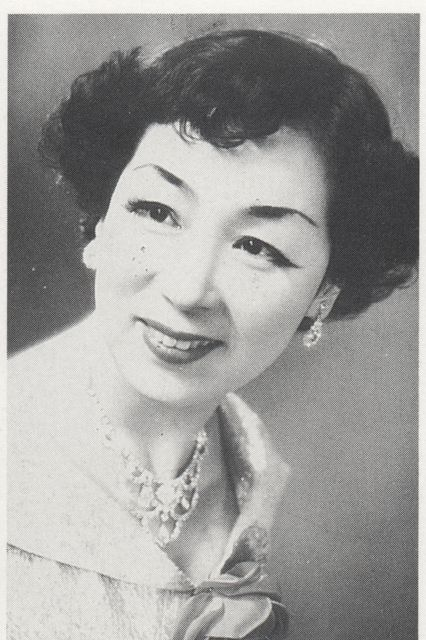
松島詩子 / 11月19日没

- 11月19日 - 松島詩子、歌手（* 1905年）
- 11月23日 - 石岡実、内務・警察官僚・元内閣官房副長官（* 1910年）
- 11月30日 - 小林宏治、実業家・日本電気社長（* 1907年）